# Építészképzés
Az építészképzés az építészek tanításával foglalkozik.

## Az építészek oktatása
Az Európai Unióban az építészeti képzést 1985-től egy egységes irányelv, az ún. építészdirektíva szabályozta. Ezt 2007-ben felváltotta a szakmai képesítések elismeréséről szóló irányelv, amely a 8. szakaszban (46–49. cikk) átvette az építészirányelv főbb rendelkezéseit. Az építészmérnöki képzés összesen legalább teljes idejű képzés, vagy legalább hároméves teljes idejű tanulmányi időszakot magában foglaló hatéves képzés, amely egyetemen vagy hasonló oktatási intézményben zajlik Az építészeti oktatás az esztétikai és műszaki követelményeket is kielégítő tervezési munkára készíti fel a hallgatókat. A képzésnek tartalmaznia kell építészettörténeti, elméleti, művészeti és műszaki stúdiumokat. A hallgatóknak meg kell ismerniük a várostervezést; a társadalom, a környezet és az épületek kapcsolatát. Az egyetemek oktatják a tervezési projektek előzetes vizsgálati módszereit, a szerkezettervezést és a technológiai ismereteket.
Az építészeti oktatásról 2003-ban az Építészek Európai Tanácsa (Architects Council of Europe) is kiadott egy állásfoglalást. E szerint – az UIA (Union Internationale des Architectes) alapelveivel egyezően – az elméleti egyetemi képzésnek legalább ötévesnek kell lennie. Ezt egy-hároméves szakmai gyakorlat kell, hogy kövesse. A gyakorlat célja, hogy a végzett hallgató megtanulja az építészeti projektek menedzselését, megismerje a szakmagyakorlást, valamint vezetői és kommunikációs ismereteket szerezzen.
Magyarországon építészeti tervezési jogosultságot a többciklusú képzési rendszerben csak MSc, MA végzettségű és „osztatlan építész” képzésben részt vevő építészek kaphatnak a Magyar Építész Kamarától.

## Építészképzés Magyarországon
Magyarországon építészeti végzettséget az alábbi intézményekben lehet szerezni:
- Budapesti Műszaki és Gazdaságtudományi Egyetem, Építészmérnöki Kar
  - ötéves osztatlan építészképzés – diploma: építészmérnök (MSc)
  - négyéves építészmérnöki alapképzés – diploma: építészmérnök (BSc)[5]
- Pécsi Tudományegyetem, Műszaki és Informatikai Kar
  - ötéves osztatlan építész képzés – diploma: okleveles építész (MSc)
  - négyéves építészmérnöki alapképzés – diploma: építészmérnök (BSc)
  - hároméves építőművész alapképzés – diploma: építőművész (BA)
- Széchenyi István Egyetem, Győr, Műszaki Tudományi Kar[6]
  - ötéves osztatlan építészképzés – diploma: okleveles építészmérnök (MSc)
  - négyéves építészmérnöki alapképzés – diploma: építészmérnök (BSc)
- Óbudai Egyetem, Ybl Miklós Építéstudományi Kar
  - négyéves építészmérnöki alapképzés – diploma: építészmérnök (BSc)
  - másfél éves tervező építészmérnöki mesterképzés - diploma: okleveles építészmérnök (MSc)[7]
- Debreceni Egyetem, Műszaki Kar
  - három és fél éves építészmérnöki alapképzés – diploma: építészmérnök (BSc)[8]
  - másfél éves tervező építészmérnöki mesterképzésképzés – diploma: tervező építészmérnök (MSc)[8]
- Moholy-Nagy Művészeti Egyetem, Építészeti Intézet[9]
  - hároméves építőművész alapképzés - diploma: építőművész (BA)
  - kétéves építőművész mesterképzés - diploma: okleveles építőművész (MA)
- Soproni Egyetem, Faipari Mérnöki és Kreatívipari Kar Alkalmazott Művészeti Intézet (AMI)
  - hároméves alapképzés – diploma: építőművész (BA)[10]
  - kétéves építőművész mesterképzés - diploma: okleveles építőművész (MA)

### Posztgraduális építészképzések

#### DLA(Doctor of Liberal Arts)képzések
- Budapesti Műszaki és Gazdaságtudományi Egyetem, Építészmérnöki Kar
  - hároméves építőművész DLA képzés
  - hároméves építészmérnöki tudományok DLA képzés
- Pécsi Tudományegyetem, Műszaki és Szakmai Kar, Breuer Marcell Doktori Iskola
  - hároméves építőművész DLA képzés
- Moholy-Nagy Művészeti Egyetem
  - hároméves építőművész DLA képzés

## Építészképzés külföldön

### Hollandia
Hollandiában a BSc képzések általában hollandul, az MSc képzések pedig angolul folynak.
- Technische Universiteit Delft
  - Architecture (BSc)
  - Architecture, Urbanism and Building Sciences (MSc)
    - Architecture
    - Urbanism
    - Building Technology
    - Real Estate & Housing
- Technische Universiteit Eindhoven
  - Bouwkunde (Architecture) (BSc)
  - Architecture, Building and Planning (MSc)
    - Architecture
    - Construction Technology
    - Building Technology
    - Design & Decision Support Systems
    - Physics of the Built Environment
    - Real Estate Management & Development
    - Structural Design
    - Urban Design & Planning

  - Construction Management and Engineering (MSc)
- Universiteit Twente
  - Construction Management and Engineering (MSc)